# Chāy Kasan
Chāy Kasan (persiska: چای کسن) är en ort i Iran.   Den ligger i provinsen Östazarbaijan, i den nordvästra delen av landet, 600 km nordväst om huvudstaden Teheran. Chāy Kasan ligger 1 455 meter över havet och antalet invånare är 122.
Terrängen runt Chāy Kasan är huvudsakligen kuperad, men norrut är den bergig.Runt Chāy Kasan är det ganska tätbefolkat, med 70 invånare per kvadratkilometer. Närmaste större samhälle är Dīzajqorbān, 9,1 km sydost om Chāy Kasan. Trakten runt Chāy Kasan består i huvudsak av gräsmarker.